# Riksskogstaxeringen
Riksskogstaxeringen utförs av institutionen för skoglig resurshushållning vid Sveriges lantbruksuniversitet (SLU) i Umeå. Den första Riksskogstaxeringen utfördes år 1923.
Riksskogstaxeringens främsta syfte är att beskriva tillståndet, tillväxten och avverkningen i Sveriges skogar. Användningsområdena är dock många. Inventeringen är bland annat ett kraftfullt medel för miljöövervakning. Riksskogstaxeringen är en del av Sveriges officiella statistik.
Inventeringen omfattar 13 500 provytor, varav 10 400 varje år besöks och inventeras under barmarksäsongen. Den inbegriper alla markslag, den mest omfattande beskrivningen görs dock på skogsmark.
Från och med 2003 sorterar Riksskogstaxeringen - tillsammans med Markinventeringen (f.d. Ståndortskarteringen)- under paraplybegreppet Riksinventeringen av skog (RIS).

## Inventeringens design
Riksskogstaxeringen bedrivs som en stickprovsinventering. Ett urval av träden, markvegetationen etc väljs slumpvis ut och används sedan för att skatta den totala volymen av alla träd, den totala arealen täckt med viss vegetation osv.
Inventeringen utförs på avgränsade, cirkulära provytor. Provytorna ligger av arbetstekniska skäl samlade i s.k. taxeringstrakter. Trakterna har kvadratisk eller rektangulär form och varierande storlek i olika delar av landet.
Trakterna är utlagda i ett regelbundet nät över landet. Avståndet mellan trakterna är kortare i södra Sverige än i norra. Riksskogstaxeringen använder sig av två skilda typer av trakter. Den ena typen är tillfällig och den andra är permanent. De tillfälliga trakterna besöks bara en gång, medan de permanenta återinventeras efter ett antal år.
Markinventeringen är en detaljerad inventering av mark som utförs på permanenta provytor. Institutionen för mark och miljö, SLU, svarar för det vetenskapliga innehållet i Markinventeringen.

## Publikationer
Skogsdata är en årligen utgiven publikation som presenterar aktuella uppgifter om de svenska skogarna från Riksskogstaxeringen. Dessutom behandlar varje utgåva ett aktuellt skogligt tema.